# Portugisiska koloniseringen av Amerika

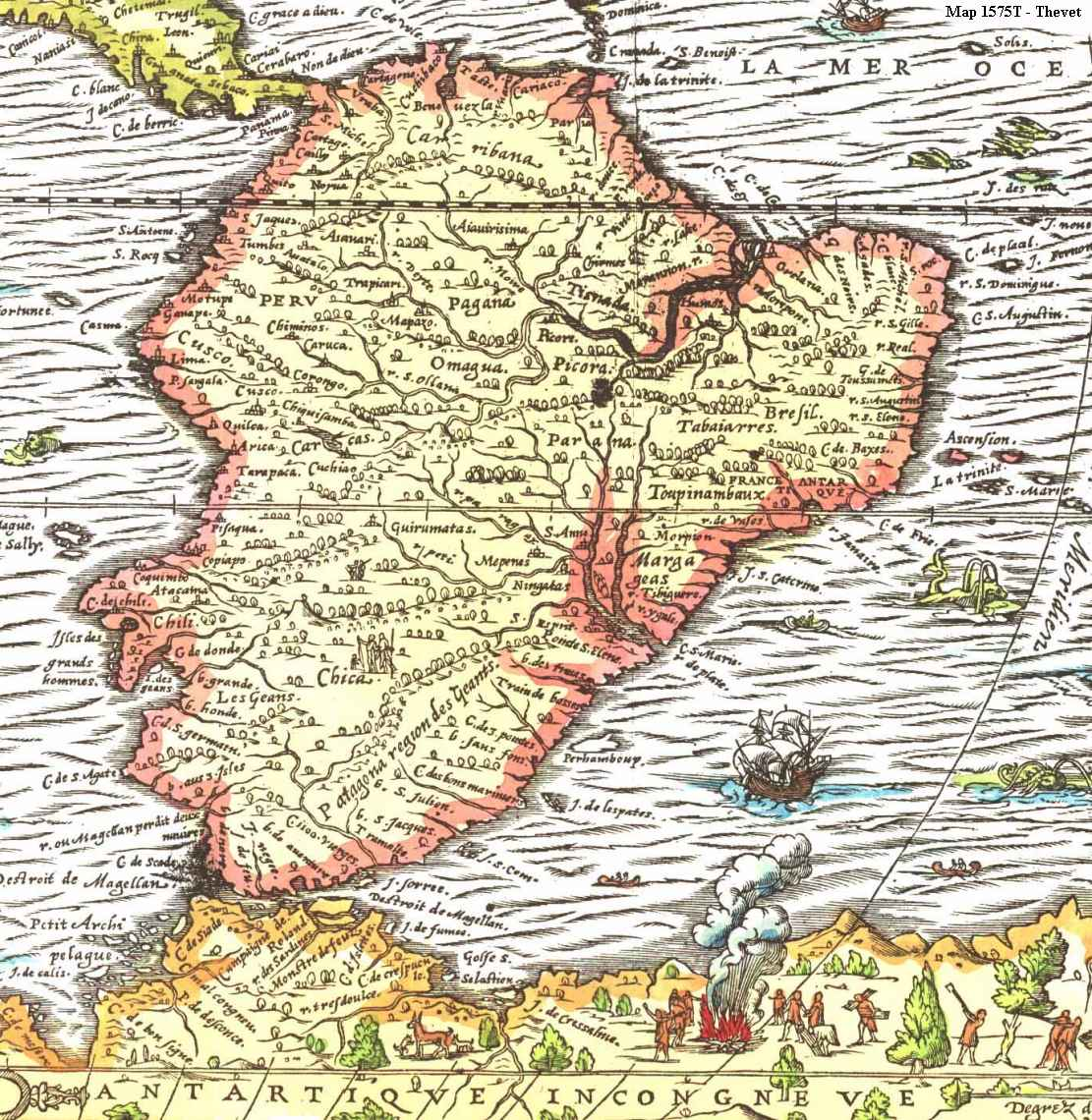
Karta över Sydamerika 1575

Portugal var ett av de främsta länderna i utforskandet av världen under 1400-talet. Tordesillasfördraget delade upp den nya världen i en spansk och en portugisisk zon 1494.
Utforskaren Pedro Álvares Cabral steg den 22 april 1500 i land vid vad som idag är Porto Seguro i Brasilien. Från början etablerades bara handelsplatser, som handlade med ett hårt träslag, bresiljeträ, ur vilket kunde utvinnas ett rött färgämne. Bresiljeträ fälldes av indianerna som använde det i byteshandeln med portugiserna mot knivar och tyger. Det dröjde ända till 1530 innan Portugal började visa något intresse för sin koloni.

## Koloniseringens inledningsfas
Frankrike erkände inte Tordesillasfördraget utan ansåg att den som kontrollerar ett område har rätt till det. En expedition ledd av Martim Afonso de Sousa fick i uppdrag att patrullera kusten och utforska området. Franska skepp hade börjat handla med indianerna och kung Johan III av Portugal var tvungen att ta ett starkare grepp kring kolonin för att inte förlora den. Han delade in Brasilien i 15 provinser som vart och ett skulle styras i ett slags feodalt system. Systemet misslyckades dock av flera skäl.
1549 fick Brasilien sin förste guvernör, Tomé de Sousa. Han byggde Brasiliens första huvudstad, Salvador. Koloniseringen gick långsamt. Den stora tillgången på jordbruksmark gjorde det möjligt att skapa stora gårdar men det var svårt att finna arbetskraft och därför tog man till tvångsarbete. När det visade sig omöjligt att tvinga indianerna att arbeta började man importera människor från Afrika. Redan när portugiserna började handla med Västafrika under 1400-talet hade de kommit i kontakt med nationer som sålde slavar. I Afrika fanns det folk som sysslade med gruvhantering och boskapsskötsel och kunde anpassa sig till situationen i Brasilien. Svarta slavar kunde heller inte, till skillnad från indianerna, fly till skogs. Mellan 1550 och 1855 kom runt fyra miljoner svarta slavar till Brasilien.

## Slavhandeln
Kyrkan och religiösa ordnar var ofta motståndare till att förslava indianer men däremot inte att förslava afrikaner. Benediktinerna ägde själva massor av afrikanska slavar och menade att det var bättre för afrikanerna att vara döpta och befinna sig i ett kristet land än i Afrika. Slavhandeln var mycket lönsam, både för köpare och säljare. Priset för en slav arbetade denne in på 2-3 år, betydligt snabbare än att vänta 10-12 år på att en slav född i Brasilien skulle växa upp.
Portugiserna hade lärt sig att odla sockerrör på Azorerna och Madeira och från 1530-talet började de plantera sockerrör och bygga sockerbruk i nordöstra Brasilien, särskilt i Pernambuco och Bahia. Från 1570 började de använda sig av afrikanska slavar.

## Konflikter
Mellan 1565 och 1567 förstörde Mem de Sá, en brasiliansk kolonialofficer, en tio år gammal fransk koloni vid namn France Antarctique, som låg vid Guanabarabukten. Staden Rio de Janeiro grundades i mars 1567 på denna plats av honom och hans brorson, Estácio de Sá.  
Mellan 1638 och 1640 kom Nederländerna att kontrollera Brasiliens nordöstra region, med huvudstaden Recife. 1649 vann portugiserna en strid mot nederländarna, och 1654 hade Nederländerna lämnat tillbaka all brasiliansk mark till portugiserna.

## Tordesillasfördraget sätts ur spel
Efter att den spanske kungen Filip II valdes till Portugals kung 1580 sattes Tordesillasfördraget ur spel och portugisiska kolonisatörer sökte sig allt längre bort från kusten. När Holland och Spanien hamnade i krig med varandra var det ofta Portugal och dess kolonier som fick ta stöten. 1605 plundrades Salvador och under 1620-talet kunde de ockupera Salvador, Bahia, Rio de Janeiro och Recife. Under den här tiden blev det svårare att importera slavar från Afrika och trycket ökade på indianerna som kidnappades och tvingades arbeta på sockerrörsfälten. Efter 1650 lärde sig holländare, fransmän och engelsmän att odla sockerrör i Västindien och bröt Brasiliens dominans.
Under 1690-talet hittades guld i vattendragen i Minas Gerais. Detta gav upphov till en guldrusch och från Portugal kom massor av kolonisatörer. 1730 hittades även diamanter. Området döptes till Minas Gerais, "de allmänna gruvorna" och landet fick sina första betydande bosättningar i inlandet. Nordosts ekonomiska tyngdpunkt togs över av sydost och 1763 blev Rio de Janeiro huvudstad.
Jesuiterna hade kommit till Brasilien och grundade São Paulo 1553. De ägde stora landområden, gav indianerna undervisning och missionerade. 1759 utvisades alla jesuiter ur Portugal och dess kolonier. Vad gäller Brasilien ville man dels ta kontroll över marken, dels gillade man inte att jesuiternas områden styrdes mer eller mindre autonomt bortom kolonialmaktens kontroll.

## Självständigheten
Till skillnad från spanjorerna delade inte portugiserna in sitt koloniala territorium i Amerika i flera områden. Kaptenskapen var direkt underordnade den centraliserade administrationen i Salvador, som i sin tur rapporterade direkt till kungamakten i Lissabon. Därför är det inte så vanligt att det refereras till ”portugisiska Amerika”, som ”spanska Amerika” etc, utan snarare direkt till Brasilien, då det var en förenad koloni från första början.
Detta ledde också till att Brasilien inte delades i flera olika stater när staten blev självständig 1822, vilket hände i många av de spansktalande grannländerna. Att Brasilien dessutom var en monarki under de sex första decennierna av dess livstid ledde också till enande av landet.